# Hällaryd
Hällaryd est une localité de la commune de Karlshamn, dans le comté de Blekinge, en Suède. En 2010, cette localité comptait 546 habitants.